# Metura oceanica
Metura oceanica är en fjärilsart som beskrevs av Pierre E.L. Viette 1963. Metura oceanica ingår i släktet Metura och familjen säckspinnare. Inga underarter finns listade i Catalogue of Life.